# Stóradalsfjall
Stóradalsfjall är ett berg i republiken Island. Det ligger i regionen Norðurland eystra, 260 km nordost om huvudstaden Reykjavík. Toppen på Stóradalsfjall är 809 meter över havet, eller 148 meter över den omgivande terrängen. Bredden vid basen är 3,2 km.
Trakten runt Stóradalsfjall är nära nog obefolkad, med mindre än två invånare per kvadratkilometer. Närmaste större samhälle är Akureyri, omkring 17 kilometer väster om Stóradalsfjall. Trakten runt Stóradalsfjall består i huvudsak av gräsmarker.